# Superprevodnost
Súperprevódnost (tudi súpraprevódnost) je v fiziki pojav, da električna upornost snovi (t. i. superprevodnikov) pri določeni, za dano snov značilni zelo nizki temperaturi, skokovito pade na nič. Druga značilnost superprevodnika je, da povsem izrine magnetno polje iz svoje notranjosti (Meissnerjev pojav). Superprevodne so številne kovine in zlitine, zadnjih nekaj let pa poznamo tudi superprevodne keramike in stekla.

## Odkritje superprevodnosti
Odkritje superprevodnosti je posledica tekmovanja znanstvenikov ob prehodu v 20. stoletje pri doseganju vse nižjih temperatur. Enega za drugim so utekočinili kisik, dušik in vodik, toda šele leta 1908 je uspelo raziskovalni skupini Heikeja Kamerlingh-Onnesa na Univerzi v Leidnu utekočiniti helij, in sicer pri za tiste razmere neverjetno nizki temperaturi 4,2 K. Leta 1911 je Kamerlingh-Onnes uporabil svojo napravo za meritve električne upornosti živega srebra. Ugotovil je, da pri temperaturi 5,15 K upornost skokovito pade pod mejo občutljivosti meritev. Kamerlingh-Onnes je imenoval pojav superprevodnost, točko prehoda pa temperatura skoka. Za to odkritje in za dosežke v tehniki nizkih temperatur je leta 1913 dobil Nobelovo nagrado za fiziko.

## Značilnosti superprevodnikov
Kamerlingh-Onnes je s preskusi ugotovil le, da je upornost pod mejo občutljivosti njegovih meritev. Danes pa že vemo, da upornost superprevodnika dejansko pade na nič. Tok lahko teče tudi, če v superprevodniku ni električnega polja, v krožni superprevodni zanki teče električni tok tudi po več let brez zaznavne oslabitve.
Stanje superprevodnosti pa je zelo nestabilno. Po eni strani je zelo občutljivo na povišanje temperature nad temperaturo prehoda, po drugi strani pa zmoti supreprevodnost velika jakost električnega toka ali magnetnega polja. Z naraščanjem zunanjega magnetnega polja se torej znižuje temperatura prehoda. Razlikujemo dve vrsti superprevodnosti, in sicer glede na obnašanje pri temperaturi prehoda.
Superprevodniki prve vrste (večina čistih kovin - Pb, Hg, Al) popolnoma izrinejo magnetno polje iz svoje notranjosti. Tudi če magnetno polje vključimo pri visokih temperaturah v običajno prevodni fazi, se ob prehodu v superprevodno fazo izrine iz snovi. Superprevodnik se torej obnaša kot idealni diamagnet. Pojav se imenuje Meissner-Ochsenfeldov pojav po Meissnerju in Ochsenfeldu, ki sta ga odkrila leta 1933. Če magnetno polje preseže določeno jakost, ki je odvisna od temperature, preide snov spet v stanje normalne prevodnosti.
Za superprevodnike druge vrste, kot so zlitine, prehodne kovine, kovinska stekla in novi visokotemperaturni superprevodniki, sta značilni dve fazi z različnimi značilnostmi: prva superprevodna faza izrine zunanje magnetno polje, v drugi normalno prevodni fazi pa magnetno polje lahko vstopa. Šele ko magnetno polje preseže določeno vrednost (ki je odvisna od temperature), superprevodnost snovi popolnoma izgine. Superprevodniki druge vrste so zato bolj primerni za praktično uporabo.
Pojav lahko primerjamo s supermagnetnim reduktorjem WAMP5

## TeorijaBCS
Že v 30. letih je bila sicer razvita teorija, ki je opisovala značilnosti superprevodnikov v približku idealnega prevodnika in idealnega diamagneta, na pravo teoretično razlago superprevodnosti pa je bilo treba počakati še nekaj let. Šele leta 1950 sta Herbert Frölich in neodvisno od njega John Bardeen predstavila model, po katerem interagirajo elektroni z okoliško kristalno mrežo preko nihanja. Leta 1957 so Bardeen, Leon Cooper in Robert Schrieffer na osnovi tega modela razvili atomistično teorijo superprevodnosti, ki se imenuje po njihovih začetnicah teorija BCS. Za svoje delo so leta 1972 prejeli Nobelovo nagrado za fiziko.
Nazorno se lahko interakcijo pojasni, če se predstavlja, da elektron rahlo deformira kristalno mrežo in s tem povzroči nastanek pozitivnega nabitega območja v svoji okolici. Pozitiven naboj pa deluje na drugi elektron s privlačno silo. Tak elektronski par, Cooperjev par, se lahko za razliko od posameznega elektrona giblje po kristalni mreži brez upornosti. Superprevodnost je torej posledica gibanja Cooperjevih parov.

## Uporaba superprevodnosti
Za praktično uporabo superprevodnosti lahko izkoriščamo bodisi ničelno vrednost električne upornosti superprevodnika ali pa njeno odvisnost od temperature in magnetnega polja.
Izdelamo lahko detektor izjemno majhnih magnetnih polj, t. i. kvantni interferometer, ki se imenuje z angleško oznako SQUID (superconducting quantum interference device). Uporablja se za brezkontaktne meritve npr. v medicini.
SQUID-i so tako občutljivi, da lahko z njimi merimo magnetna polja, ki nastajajo pri utripanju srca (nekaj 10 pikotesla, približno desetmilijonti del Zemljinega magnetnega polja). Celo magnetna polja v možganih, ki so še za faktor 100 manjša, lahko merimo s SQUID-i.
Poleg tega se uporablja superprevodnost npr. za doseganje visokih magnetnih polj z velikimi tokovi. Magnetna polja uporabljajo v pospeševalnikih za usmerjanje delcev. V razvoju so tudi železnice, po katerih lahko vozijo vlaki v magnetnem polju brez trenja.

## Visokotemperaturna superprevodnost
Velike prednosti, ki jih prinaša prenos elektrike brez izgub, zmanjšuje dejstvo, da nastopi superprevodnost šele pri zelo nizkih temperaturah, kar zahteva drago hlajenje.
Dolgo so bile najvišje tempo prehoda pod 24 K (-249 °C). Leta 1986 pa sta Johannes Georg Bednorz in Karl Alex Müller raziskovala keramiko iz mešanice Ba-La-Cu-O in odkrila temperaturo prehoda približno 30 K, to je za 6 K višje kot pri tedaj znanih kovinah! To novo vrsto snovi imenujemo visokotemperaturni superprevodniki. Objava njunega odkritja je sprožila raziskovalno mrzlico brez primere, ki je v naslednjih mesecih vodila do keramičnih snovi z vse višjimi temperaturami prehoda.
Že v začetku leta 1987 so dosegli temperaturo prehoda približno 90 K s sistemom Ba-Y-Cu-O. S tem je bila presežena magična meja 77 K, vrelišče dušika oz. tekočega zraka: če za hlajenje superprevodnikov ni več potreben tekoči helij, temveč le še tekoči zrak, se eksperimentalna pa tudi finančna zahtevnost precej zmanjša. Danes so dosegljive temperature prehoda približno 150 K.
Leta 1987, torej le leto po revolucionarnem odkritju, sta bila Bednorz in Müller nagrajena z Nobelovo nagrado za fiziko. Teoretična razlaga visokotemperaturne superprevodnosti pa se je izkazala za težavnejšo. Teorije BCS ni mogoče uporabiti, druga uspešna teorija pa za zdaj še ne obstaja.
Konvencionalno superprevodnost povzročajo privlačne sile med določenimi prevodnimi elektroni, ki si medsebojno izmenjujejo fonone, kar privede do nastanka supertekoče faze koreliranih parov elektronov. Obstaja tudi vrsta snovi, imenovanih nekonvencionalni superprevodniki, katerih fizikalne značilnosti se ne da opisati s teorijo konvencionalne superprevodnosti. Med njimi so najpomembnejši t. i. »visokotemperaturni superprevodniki«, ki kažejo superprevodne značilnosti pri dosti višjih temperaturah, kot jih dopušča teorija konvencionalne superprevodnosti (kljub vsemu pa so te temperature dosti nižje od sobne temperature). Za zdaj popolna razlaga za visokotemperaturno superprevodnost še ne obstaja.
Med superprevodne snovi spadajo najrazličnejše snovi, od kemijskih elementov, kot sta kositer in aluminij, prek raznih kovinskih zlitin, nekaterih močno dopiranih polprevodnikov in določenih keramičnih zmesi z ravninami bakrovih in kisikovih atomov. Zadnja našteta skupina, tako imenovani kuprati, so visokotemperaturni superprevodniki. Do superprevodnosti ne pride v plemenitih kovinah, kot sta zlato ali srebro, niti v večini feromagnetnih snovi, čeprav so v zadnjih letih odkrili vrsto snovi, ki so obenem superprevodne in feromagnetne.